# Debeljaci
Debeljaci (cyr. Дебељаци) – wieś w Bośni i Hercegowinie, w Republice Serbskiej, w mieście Banja Luka. W 2013 roku liczyła 1190 mieszkańców.